# Beaumont (Yonne)
 Beaumont  es una población y comuna francesa que se encuentra en la región de Borgoña, departamento de Yonne, en el distrito de Auxerre y cantón de Seignelay.

## Demografía
| 428 | 496 | 468 | 447 | 514 | 529 |
| Para los censos de 1962 a 1999 la población legal corresponde a la población sin duplicidades (Fuente: INSEE [Consultar]) |     |     |     |     |     |